# Óscar Villarreal (futbolista colombiano)
Óscar Eduardo Villarreal (Cali, Valle del Cauca, Colombia; 27 de marzo de 1981) es un exfutbolista colombiano que jugaba como delantero o volante ofensivo.

## Trayectoria

### Colombia
Inició su carrera en el América de Cali. Luego jugó en calidad de préstamo en el Real Cartagena años más tarde pasaría por el Independiente Santa Fe y Deportivo Pasto después de un par de años en el fútbol internacional regresa al América de Cali y al Unión Magdalena club en el que milita actualmente.

### Ecuador
Luego de tener presentaciones destacadas en el América y la selección de Colombia sub-20, es contratado por el club quiteño Aucas en el cual llega junto sus compatriotas René Higuita y el DT Javier Álvarez. Allí estuvo durante todo el 2004 en total marcó 7 goles en 41 partidos.

### Argentina
Fichó con el Talleres de Córdoba quien para ese entonces era dirigida por el DT Ricardo Gareca que ya no conocía del América y Santa Fe. Durante los meses que estuvo allí jugó sin pena ni gloria 17 partidos y no marcó.

### Perú
Llegó al fútbol peruano en 2006 donde esa temporada le fue bien marcó 6 goles con la U de San Martín a pesar de eso no se le renovó el contrato. 2 años más tarde ficha con el Cienciano donde marcó 5 goles para la siguiente temporada ficha con el Sporting Cristal allí marca 2 goles para 2010 luego de 4 temporadas en el fútbol peruano jugando para el Total Chalaco se marcha con tan solo 1 gol.

### Venezuela
Su sexta y última experiencia internacional fue en la temporada 2010-2011 jugando para el Estudiantes de Mérida allí marcó 1 gol en 12 partidos y decide regresar a su natal Colombia luego de 5 años en el fútbol internacional.

## Selección nacional
Ha jugado por su selección en la Copa Mundial de Fútbol Sub-20 de 2001.

## Clubes
| Club                   | País                | Año                 | Goles |
| ---------------------- | ------------------- | ------------------- | ----- |
| América de Cali        | Colombia            | 1999                | 1     |
| Real Cartagena         | Colombia            | 2000                | 2     |
| América de Cali        | Colombia            | 2001 - 2003         | 13    |
| Aucas                  | Ecuador             | 2004                | 7     |
| América de Cali        | Colombia            | 2005                | 1     |
| Universidad San Martín | Perú                | 2006                | 6     |
| Talleres de Córdoba    | Argentina           | 2007                | 0     |
| Santa Fe               | Colombia            | 2007                | 0     |
| Deportivo Pasto        | Colombia            | 2008                | 0     |
| Cienciano              | Perú                | 2009                | 5     |
| Sporting Cristal       | Perú                | 2010                | 2     |
| Total Chalaco          | Perú                | 2010                | 1     |
| Estudiantes de Mérida  | Venezuela           | 2011                | 1     |
| América de Cali        | Colombia            | 2012                | 3     |
| Unión Magdalena        | Colombia            | 2012 - 2013         | 27    |
| Deportes Tolima        | Colombia            | 2014                | 0     |
| Unión Magdalena        | Colombia            | 2014 - 2016         | 12    |
| Total en su Carrera    | Total en su Carrera | Total en su Carrera | 81    |

## Palmarés

### Torneos nacionales
| Título           | Equipo          | País     | Año  |
| ---------------- | --------------- | -------- | ---- |
| Primera División | América de Cali | Colombia | 2001 |
| Torneo Apertura  | América de Cali | Colombia | 2002 |

### Torneos internacionales
| Título              | Equipo             | País     | Año  |
| ------------------- | ------------------ | -------- | ---- |
| Juegos Bolivarianos | Selección Colombia | Perú     | 1997 |
| Copa Merconorte     | América de Cali    | Colombia | 1999 |